# Ages (album)
Ages è il quarto album da solista di Edgar Froese, pubblicato nel 1977 dalla Virgin.

## Il disco
Il quarto album di Edgar Froese venne registrato dopo il tour americano del 1977 dei Tangerine Dream, nello stesso anno in cui Peter Baumann abbandonò definitivamente la band. L'elemento d'ispirazione per l'album fu il Parco Güell progettato da Antoni Gaudí a Barcellona. Sette anni dopo i Tangerine Dream registrarono un altro brano ispirato allo stesso parco, intitolato Gaudi Park (Guell Garden Barcelona), contenuto nell'album Le Parc (1985). Il sound dell'album, benché si mantenga su una caratura più sperimentale rispetto a quello della band nello stesso periodo, risulta più accessibile rispetto ai precedenti lavori di Froese.
Ages venne inizialmente pubblicato come doppio album, a causa della lunghezza di alcune sue tracce. Il brano Metropolis trae ispirazione dall'omonimo film di Fritz Lang; la suite Tropic of Capricorn è invece dedicata all'omonimo libro di Henry Miller.
Diversamente dagli altri lavori di Froese pubblicati con la Virgin, Ages non venne rimasterizzato in CD fino al 1997. In questa versione, la label preferì non includere un brano (il conclusivo Golgatha And The Circle Closes) piuttosto che pubblicare l'album come doppio CD.

## Tracce
Musiche di Edgar Froese.
1. Metropolis – 11:00
2. Era Of The Slaves – 8:05
3. Tropic Of Capricorn – 21:06
4. Nights Of Automatic Women – 9:00
5. Icarus – 9:07
6. Children's Deeper Study – 4:21
7. Ode To Granny A – 4:39
8. Pizarro And Atahuallpa – 7:30
9. Golgatha And The Circle Closes* – 8:30

Durata totale: 83:18
*non presente nell'edizione in CD

## Musicisti
- Edgar Froese - tastiere, sintetizzatori, tape loop, effetti sonori.
- Klaus Kruger - batteria, drum machine.